# 조지아주 골드 러시
조지아 골드 러시는 미국에서 두 번째로 중요한 골드 러시이자 조지아주에서는 첫 번째였으며, 노스캐롤라이나에서 이전 러시를 능가했다. 1829년 현재의 럼킨군에서 군청 소재지인 덜라너가 근처에서 시작되어 곧 조지아 골드 벨트를 따라 북부 조지아 산맥으로 퍼져나갔다. 1840년대 초가 되면서 금 발견이 어려워졌다. 1848년 시에라네바다 산맥에서 금이 발견되자 많은 조지아 광부들은 서부로 이동하여 캘리포니아 골드 러시를 시작했다. 16세기부터 조지아의 아메리카 원주민들은 유럽 탐험가들에게 자신들이 소유한 소량의 금이 내륙 산악 지대에서 왔다고 말했다. 1560년에서 1690년 사이에 스페인이나 프랑스가 북부 조지아에서 금을 채굴했다는 몇몇 불확실한 기록이 존재하지만, 이는 추측과 인디언들이 전한 소문에 기반하고 있다. 알려진 출처를 종합하여 W.S. 이츠(Yeates)는 다음과 같이 언급했다: "이러한 많은 기록과 전통은 매우 타당해 보인다. 그럼에도 불구하고 스페인 사람들이 나중에 북부 조지아의 광산들처럼 상당히 수익성이 높은 것으로 밝혀진 광산들을 포기했을 가능성은 거의 없다."

## 노스캐롤라이나 골드 러시
에르난도 데 소토는 1540년에 탐험대를 이끌었고, "자신의 백성이 금을 채굴하고 녹여서 정제하는 방법을 스페인 사람들에게 보여준 젊은 원주민을 만났다." 이전 체로키족 족장이었던 오즐리 버드 사누크(Ozley Bird Saunook)는 "데 소토가 이 지역을 지나던 16세기 초부터 자신의 백성들이 이 지역에 금이 있다는 것을 알았다"고 주장했다.:8,12
1799년, 노스캐롤라이나주 카바러스군에서 콘라드 리드(Conrad Reed)가 아버지 농장의 리틀 메도 크릭에서 17파운드짜리 "반짝이는 돌"을 발견하면서 금이 발견되었다. 콘라드는 3년 후 노스캐롤라이나주 페이엣빌에서 그 돌을 확인받았다. 1804년까지 이 캐롤라이나 골드 러시는 사금 채취로 이어졌고, 노스캐롤라이나주 스탠리군의 롱 크릭을 따라 마티아스 바링거(Mathias Barringer)가 금이 풍부한 석영 광맥을 발견했다. 금맥은 북쪽으로 버지니아주까지, 남쪽으로 사우스캐롤라이나주, 조지아주, 앨라배마주까지 확장되었다.:11–12

## 1828년 조지아 발견
최초 발견에 대한 어떤 버전이 정확한지는 아무도 모른다:
- 몇몇 일화에 따르면 프랭크 로건(Frank Logan) 또는 그의 노예가 조지아주 화이트군의 듀크스 크릭에서 금을 발견했다고 한다.
- 화이트군 발견에 대한 또 다른 버전은 존 위더루드(John Witherood 또는 Witherow/Withrow)가 듀크스 크릭을 따라 3온스짜리 금괴를 발견했다는 것이다.
- 또 다른 버전은 노스캐롤라이나의 탐광자 제시 호건(Jesse Hogan)이 덜라너가 근처 워드의 크릭에서 금을 발견했다는 것이다.
- 어떤 기록에는 1815년 체스터티강에서 원주민 남성이 최초의 금괴를 발견했다고 명시되어 있다.[4]
- 토마스 보웬(Thomas Bowen)은 폭풍에 쓰러진 나무뿌리에서 금을 발견했다고 한다.
- 벤저민 파크스(Benjamin Parks)는 1828년 생일에 사슴 길을 걷다가 금을 발견했고, 그 후 그와 그의 사업 파트너 조엘 스티븐스(Joel Stephens)는 오바(O'Barr) 목사에게서 그 부지를 임대했다.

그러나 이러한 이야기들을 뒷받침할 만한 동시대 문서는 없다.:21–22

## 골드 러시

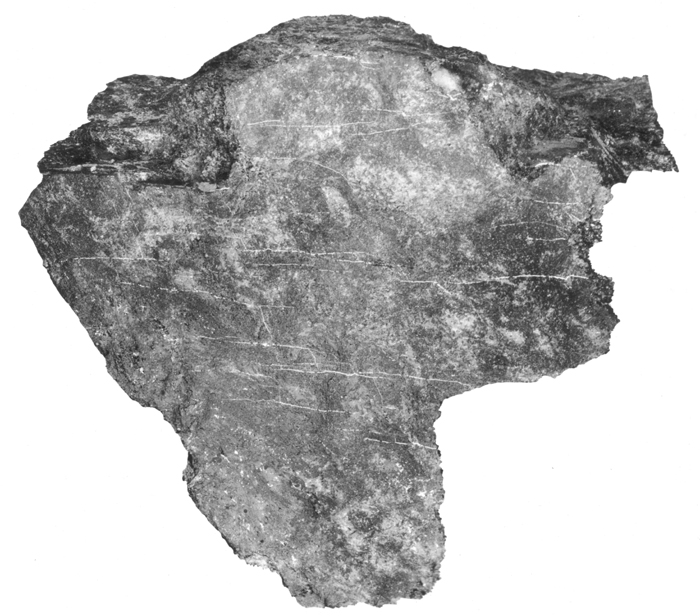
럼킨군의 배틀 브랜치 광산에서 채취한 편마암 샘플에 있는 금맥(하얗게 보임)

1828년 누가 금을 발견했든 간에, 1829년 럼킨군에서 골드 러시가 시작되어 빠르게 퍼져나갔다. 첫 공개 보도 중 하나는 1829년 8월 1일, 조지아 저널(밀레지빌 신문)이 다음 공고를 실었을 때였다.
금. — 하버샴군의 최고 존경받는 신사가 7월 22일자 편지에서 우리에게 이렇게 썼습니다: "이 군에서 두 개의 금광이 막 발견되었으며, 땅속에 숨겨진 이 보물들을 사용하기 위한 준비가 진행 중입니다." 따라서 우리가 오랫동안 예상했던 바, 즉 노스캐롤라이나와 사우스캐롤라이나의 금 광산 지대가 조지아까지 확장될 것이라는 것이 마침내 현실이 된 것으로 보입니다.
메이컨 텔레그래프(Macon Telegraph)는 "1829년과 1830년 겨울, 우리 체로키족 땅에서 귀금속이 풍부하게 발견되자 조지아와 다른 주에서 많은 사람들이 보물을 찾아 그 지역으로 몰려들었다"고 보도했다.:25
1830년 조지아주 캐럴군에서 금이 발견되었다.:28 비록 금이 발견된 땅의 대부분이 체로키족의 통제하에 있었지만, 광산 개발은 "대침입" 시기에 럼킨군, 화이트군, 유니언군, 체로키군에서 빠르게 확산되었다. 골드 러시 초기 단계에는 대부분 사금 채취였다. 1830년까지 나일스 레지스터(Nile's Register)는 야훌라 크릭에서만 4,000명의 광부가 일하고 있는 것으로 추정했으며,:25 블레어스빌 북쪽에서 체로키군 남동쪽까지의 지역에서 하루에 300 온스 (8.5 kg) 이상의 금이 생산되고 있었다. 필라델피아 조폐국은 1830년에 조지아로부터 212,000달러 상당의 금을 받았다.:28
다른 추정치에 따르면 1831년에는 체스터티강과 이토와강 사이에 6,000명에서 10,000명의 광부가 있었다. 오라리아와 덜라너가를 포함한 붐타운이 나타나기 시작했다. 덜라너가는 골드 러시 절정기에 15,000명의 광부를 지원했다고 한다. 이러한 탐광자 및 정착민의 급격한 유입 동안 체로키족과의 긴장은 고조되었다. 오래지 않아 조지아 북동부 끝에 있는 라분군을 포함하여 북부 조지아 산악 지대의 대부분의 카운티에서 금광이 나타났다.
체로키족과 조지아를 포함한 여러 주 사이의 긴장 고조는 나중에 눈물의 길로 알려진 아메리카 원주민의 강제 이주로 이어졌다. 앤드루 잭슨 대통령은 1830년에 인디언 이주법을 승인했는데, 이는 다른 지역과 함께 금 채굴 지역을 점령할 수 있도록 허용했다. 체로키 네이션은 조상 대대로 물려받은 땅에서 강제 이주당하는 것을 피하기 위해 연방 사법 시스템에 의지했다. 대법원은 1831년 체로키 네이션 대 조지아 주 사건에서 처음에는 조지아 주에 유리한 판결을 내렸지만, 다음 해 우스터 대 조지아 사건에서는 이 결정을 뒤집어 체로키족을 주권 국가로 인정했다. 잭슨은 북부 조지아 금광에서 남아있는 체로키족을 강제 이주시켰다.
북부 조지아로의 골드 러시로 인해 불만을 품은 사람들은 원주민만이 아니었다. 이미 주에 살고 있거나 인신매매된 노예들은 대규모 채광 작업을 위해 필요한 터널과 광산 수갱을 먼저 파고 설치한 다음 광산에서 금광석을 생산하는 일을 했다. 노예 여성들은 금광석을 처리하기 위해 수차를 운영했고 노예들은 이토와강 금맥에서 일했다. 남부의 광산들은 "...이토와강 강둑을 따라 뻗어 있었고, 노예 광부들과 일시적인 백인 노동자들로 구성된 혼혈 노동력을 고용했다."
필라델피아 조폐국은 1832년에 조지아에서 50만 달러 이상의 금을 받았다.:28 조지아 주는 1832년 금 복권을 시행하여 체로키족 소유였던 땅을 40-에이커 (16-헥타르) 크기의 구획으로 당첨자들에게 수여했다. 필라델피아 조폐국은 1830년에서 1837년 사이에 조지아에서 1,098,900달러의 금을 받았다.:80
1838년, 덜라너가 조폐국은 미국 의회에 의해 미국 조폐국의 지폐국으로 설립되었다. 이는 조지아에서 생산되는 금의 양을 증명하는 것이었다. 덜라너가 조폐국의 설립은 세기 초 체로키족 땅을 점유하려는 주의 행동을 정당화하는 것처럼 보였다.
패닝 및 다른 금 세척 기계 외에도, 금이 함유된 석영 광맥 채굴인 광맥 채굴로 노력이 전환되었다. 이는 바위의 균열과 붕괴 위험 때문에 목재로 보강된 3~7제곱피트 크기의 갱도와 터널을 파는 것을 포함했다. 대부분의 광산은 수면 위에서 유지되었으며, 바토군의 알라투나 광산처럼 깊이가 30피트를 넘지 않았다. 가장 깊은 곳은 화이트군의 라우드 광산으로 130피트였다.:70–71
1833년, 맥더피군의 콜롬비아 광산에 대규모 분쇄기가 등장했다. 이 기계들은 광석을 고운 모래로 분쇄하여 추가적인 패닝이나 수은 아말감화를 통한 분리를 가능하게 했다.:72–73 캘훈 광산 외에도, 주요 금광으로는 식스, 로건, 엘로드, 배틀 브랜치, 피전 루스트, 터키 힐, 프리 짐, 홀트, 라우드, 클리블랜드, 고든, 호쇼, 럼스덴, 리처드슨 등이 있었다.:76
그럼에도 불구하고 1840년대에 금 채굴은 "고갈"되기 시작하면서 급격한 감소를 보였다.:79

## 여파
캘리포니아 골드 러시 소식이 조지아에 전해지자 많은 광부들이 더 많은 금을 찾아 서부로 이동했고, 덜라너가 조폐국의 분석가인 M. F. 스티븐슨은 그들을 설득하여 머물게 하려 했다. 그는 덜라너가 법원 계단에서 광부들에게 이렇게 선언했다. "왜 캘리포니아로 가려 하는가? 저 능선에는 인간이 꿈에도 생각하지 못할 만큼 많은 금이 있다. 거기에 수백만 달러가 있다.":118
하지만 많은 광부들의 이탈에도 불구하고, 조지아 골드 벨트의 광산들은 수년간 금을 계속 생산했다. 수력 채굴과 폭파 채굴은 1850년대에 다시 관심을 불러일으켰다.:120 37개 주에 약 500개의 광산이 있었다. 남북 전쟁으로 대부분의 작업이 중단되었지만, 전쟁 후에도 일부 작업은 계속되었고, 대공황 기간인 1930년대에는 여러 광산이 재가동되었다.:120–121
조지아는 1828년부터 상업적 금 생산이 중단된 20세기 중반까지 약 870,000 트로이온스 (27,000 kg)의 금을 생산한 것으로 추정된다.
추방되기 전, 체로키족은 1849년 캘리포니아와 1859년 콜로라도에서 이후의 골드 러시에 참여할 만큼 충분한 금광 경험을 얻었다. 체로키족 금광부들은 체로키 마을에 이름을 붙였으며, 그 주의 금광 지역에 있는 다른 여러 지리적 특징에도 이름을 붙였다.
조지아 출신의 숙련된 금광부들은 콜로라도 금 채굴의 시작에 중요한 역할을 했다. 조지아 광부인 루이스(Lewis)와 사무엘 랄스턴(Samuel Ralston)은 일부 이주된 조지아 체로키족과 함께 1850년 시에라네바다 금광으로 가는 길에 현재의 덴버 근처에서 사금을 발견했다. 그들은 1857년 부자가 되지 못하고 동부로 돌아왔다. 그들은 로키산맥 바로 동쪽에 있던 금을 기억했다. 윌리엄 그리너베리 러셀은 1858년에 체로키족과 조지아 금광부들을 이끌고 콜로라도로 돌아왔고, 현재 덴버의 사우스 플랫 강을 따라 사금 채굴을 시작했다. 오라리아 출신의 조지아인 W. 그린(W. Green), 리바이 J. (Levi J.), J. 올리버 러셀(J. Oliver Russell)은 조지아의 금광 마을 이름을 따서 오라리아 (콜로라도)를 설립했다. 오라리아는 1860년 덴버와 합병되었지만, 그 지역은 여전히 오라리아로 알려져 있다.:120 골든 (콜로라도) 마을은 조지아 광부 토마스 L. 골든의 이름을 따서 지어졌다. 또 다른 조지아 금광부 존 H. 그레고리(John H. Gregory)는 1859년 콜로라도에서 최초의 광맥 금을 발견했다.
1864년, "조지아인들"로 알려진 네 명의 탐광자들이 몬태나주 라스트 찬스 걸치에서 초기 금 사금 채취장 중 하나를 발견했다. 이 장소는 헬레나의 주도가 되었다.
남부로의 인구 이동은 캘리포니아에서 그랬던 것처럼 조지아의 경제를 변화시켰다. '부자가 된' 소수의 사람들은 지역사회에 큰 도움이 되었지만, 다양한 기술과 배경을 가진 사람들이 급증하여 더 기능적이고 균형 잡힌 지역사회를 건설하는 데 기여했다. 그러나 산업에서 큰 성공을 거두려는 광부들의 수가 많았기 때문에, 벌어들인 재산은 점점 더 많은 광부들에게 분산되어 미미하게 감소했다.
조지아 골드 러시는 남부의 추가적인 발전에, 특히 산업화를 추진하는 데 유용했다. 그러나 이는 또한 원주민과 이미 정착했던 사람들 모두에게 기존에 확립된 공동체와 경제를 교란시키는 결과를 낳았다. 이는 채굴에 필요한 절차로 인해 경관과 지형의 파괴로 이어졌다: 숲을 베어내고, 개울을 벗겨내고, 물의 흐름을 막기 위해 댐을 만들고, 이전에 손대지 않았던 지역에 정착했다.
캘리포니아 골드 러시와 마찬가지로 살인을 포함한 범죄율도 증가했다. 이는 주로 광부들로 구성된 광산 공동체에서 범죄에 대한 발달되고 일관된 처벌이 부족했기 때문에 범죄를 저지를 기회가 많았기 때문이다. 조지아의 범죄 증가는 또한 남부로 정착하는 다른 소수 민족의 증가에도 기인한다. 이러한 갈등은 계급, 인종, 토지에 대한 권리 등 다양한 동기의 결과였다. 이는 시대 내내 지속되어 왔으며 오늘날에도 지속되는 남부의 인종 불균형의 원인이 될 수 있다고 말해진다.
- 크리스토퍼 베히틀러
- 크리슨 광산
- 콘솔리데이티드 광산

## 더 읽어보기
- 북부 조지아의 골드 러시, 어바웃 노스 조지아 보관됨 2000-03-03 - 웨이백 머신
- 골드 러시, 뉴 조지아 백과사전 보관됨 2012-06-15 - 웨이백 머신
- 덜라너가 골드 박물관, 로드사이드 조지아
- 블루 리지 및 피드몬트의 광물 자원
- 조지아 금의 역사, 조지아 금 탐사자 협회
- 조지아 골드 러시, 골드 러시 갤러리
- 조지아 금광 등, 골드맵스닷컴
- "조지아의 금 채굴." 하퍼스 뉴 먼슬리 매거진 59, 352호 (1879년 9월): 517–519. 여기에서 볼 수 있음.